# الکسی لوبرا
الکسی لوبرا (فرانسوی: Alexis Lebrun‎؛ زادهٔ ۲۷ اوت ۲۰۰۳) بازیکن تنیس روی میز اهل فرانسه است.
وی در مسابقات کشوری و بین‌المللی در مجموع برندهٔ ۱ مدال نقره، ۶ مدال برنز شده است.